# ريك هاوس
ريك هاوس هو لاعب كرة القدم الكندية كندي، ولد في 18 مايو 1957 في برنابي في كندا.